# Baldeneysee
De Baldeneysee (Nederlands: Baldeneymeer) is het grootste van zes stuwmeren in de Duitse rivier de Ruhr. Het meer ligt ten zuiden van de stad Essen, tussen de stadsdelen Werden, Bredeney, Heisingen, Kupferdreh en Fischlaken. De stuwdam wordt onderhouden door het Ruhrverband. Door middel van turbines wordt er elektriciteit opgewekt.
Aan het meer ligt de Villa Hügel, de voormalige woning van de familie Krupp. Het meer ligt voor een deel op het grondgebied van deze villa. De familie Krupp gaf pas toestemming toen haar verzekerd werd dat zij vanuit haar villa het meer kon zien liggen.